# Cyrtoneritimorpha
De Cyrtoneritimorpha zijn een orde van uitgestorven weekdieren uit de klasse van de Gastropoda (slakken).

## Families
- Orthonychiidae Bandel & Frýda, 1999 †
- Vltaviellidae Bandel & Frýda, 1999 †